# Maraton w Podgoricy
Maraton w Podgoricy – maratoński bieg uliczny rozgrywany co roku na ulicach Podgoricy, w Czarnogórze. Pierwsza edycja maratonu w Podgoricy odbyła się 8 października 1994 roku. Od początku w zawodach uczestniczyli zarówno mężczyźni, jak i kobiety. Impreza odbywa się każdego roku w październiku, z wyjątkiem lat 2008 i 2009, kiedy to zawody rozegrano w listopadzie.

## Lista zwycięzców
Lista zwycięzców maratonu w Podgoricy:
| Edycja | Data                 | Zwycięzca wśród mężczyzn   | Kraj                 | Czas    | Zwyciężczyni wśród kobiet | Kraj       | Czas    |
| ------ | -------------------- | -------------------------- | -------------------- | ------- | ------------------------- | ---------- | ------- |
| 23     | 30 października 2016 | Abel Kibet Rop             | Kenia                | 2:19:17 | Gladys Chepkurui Biwott   | Kenia      | 2:42:18 |
| 22     | 25 października 2015 | Justus Kipchirchir Kiprono | Kenia                | 2:19:20 | Olivera Jevtić            | Serbia     | 2:39:32 |
| 21     | 26 października 2014 | Silas Kipchirchir Toek     | Kenia                | 2:16:05 | Olivera Jevtić            | Serbia     | 2:38:22 |
| 20     | 27 października 2013 | Anthony Wambugu            | Kenia                | 2:14:52 | Slađana Perunović         | Czarnogóra | 2:42:28 |
| 19     | 28 października 2012 | Elisha Kiprotich Sawe      | Kenia                | 2:19:22 | Olivera Jevtić            | Serbia     | 2:37:58 |
| 18     | 30 października 2011 | Oleg Gur                   | Białoruś             | 2:18:52 | Ana Subotić               | Serbia     | 2:40:36 |
| 17     | 31 października 2010 | Buliche Mendaya            | Etiopia              | 2:16:05 | Ana Subotić               | Serbia     | 2:43:22 |
| 16     | 1 listopada 2009     | Dmitrij Safronow           | Rosja                | 2:11:51 | Olivera Jevtić            | Serbia     | 2:31:18 |
| 15     | 2 listopada 2008     | Iaroslav Mușinschi         | Mołdawia             | 2:14:50 | Olivera Jevtić            | Serbia     | 2:40:05 |
| 14     | 28 października 2007 | Mike Fokoroni              | Zimbabwe             | 2:19:08 | Tatyana Perepyolkina      | Rosja      | 2:47:12 |
| 13     | 29 października 2006 | Luwis Masunda              | Zimbabwe             | 2:29:12 | Svetlana Tcaci            | Mołdawia   | 2:56:36 |
| 12     | 30 października 2005 | Iaroslav Mușinschi         | Mołdawia             | 2:23:59 | Tatyana Perepyolkina      | Rosja      | 2:41:56 |
| 11     | 31 października 2004 | Iaroslav Mușinschi         | Mołdawia             | 2:21:49 | Tatyana Perepyolkina      | Rosja      | 2:46:58 |
| 10     | 26 października 2003 | Emmanuel Kosgei            | Kenia                | 2:15:48 | Olesya Nurgalieva         | Rosja      | 2:36:08 |
| 9      | 27 października 2002 | Maricel Gaman              | Rumunia              | 2:23:28 | Vesna Stevanović          | Jugosławia | 2:45:54 |
| 8      | 7 października 2001  | Đuro Kodžo                 | Bośnia i Hercegowina | 2:30:11 | Vesna Stevanović          | Jugosławia | 2:59:45 |
| 7      | 8 października 2000  | Sreten Ninković            | Jugosławia           | 2:28:08 | Vesna Stevanović          | Jugosławia | 3:11:16 |
| 6      | 3 października 1999  | Yuriy Chizhov              | Rosja                | 2:22:29 | Svetlana Tcaci            | Mołdawia   | 2:42:46 |
| 5      | 4 października 1998  | Petko Stefanov             | Bułgaria             | 2:15:16 | Vesna Stevanović          | Jugosławia | 2:45:49 |
| 4      | 5 października 1997  | Petko Stefanov             | Bułgaria             | 2:11:41 | Svetlana Tcaci            | Mołdawia   | 2:49:25 |
| 3      | 6 października 1996  | Wodajo Bulti               | Etiopia              | 2:21:05 | Svetlana Tcaci            | Mołdawia   | 2:49:35 |
| 2      | 8 października 1995  | Srba Nikolić               | Jugosławia           | 2:30:45 | Ilona Kalmar              | Jugosławia | 3:04:08 |
| 1      | 8 października 1994  | Borislav Dević             | Jugosławia           | 2:23:24 | Ilona Kalmar              | Jugosławia | 3:04:55 |